# The Scarlet Shadow
The Scarlet Shadow è un film muto del 1919 diretto da Robert Z. Leonard. La sceneggiatura di Harvey F. Thew si basa su The Scarlet Strain, una novella di Lorne H. Fontaine e Katherine Leiser Robbins pubblicata su All Story Magazine. Prodotto e distribuito dalla Universal Film Manufacturing Company, il film, attualmente considerato perduto, era interpretato da Mae Murray, Frank Elliott, Martha Mattox, Clarissa Selwynne, Ralph Graves, Willard Louis.

## Trama
Cresciuta dalla puritana zia Elvira, Elena Evans viene rimproverata quando questa la sorprende ad amoreggiare con il giovane Van Presby. I due innamorati se la filano alla chetichella per andare al cinema ma quando la ragazza torna a casa, la zia pretende che Van, che secondo lei ha compromesso la nipote, la sposi per riparare al malfatto. Lo zio di Van, Harvey Presby, impedisce quel matrimonio affrettato e porta Elena a casa di Edith, la madre di Van. La signora Presby accetta di accogliere la ragazza ma manda via Van, che parte per il college. Durante il soggiorno di Elena a casa sua, Edith si rende conto che Harvey prova un interesse particolare per la sua ospite e ne diventa gelosa perché lei stessa ha delle mire su di lui; così progetta di sbarazzarsi della pericolosa rivale trovandole un marito. Elena però a un certo punto si rifiuta di sposare Joseph, l'uomo che Edith le ha destinato. Quando Van torna dall'università, la ragazza deve vedersela anche con lui che, ubriaco, cerca di aggredirla. Harvey però la salva e poi risolve definitivamente la situazione sposando lui la ragazza.

## Produzione
Il film, prodotto dall'Universal Film Manufacturing Company, aveva come titolo di lavorazione The Scarlet Strain. Alcune scene in esterni vennero girate al Lago Tahoe.
Prima di essere distribuito, venne diffusa la notizia che la lavorazione del film aveva subito un'interruzione per consentire alla diva Mae Murray - che aveva accolto la richiesta del Segretario del Tesoro, William G. McAjoo - di partecipare alle riprese di un film di propaganda per la raccolta dei Liberty bond.

## Distribuzione
Il copyright del film, richiesto dalla Universal, fu registrato il 14 febbraio 1919 con il numero 1P13403.
Distribuito negli Stati Uniti dalla Universal Film Manufacturing Company, il film uscì nelle sale il 10 marzo 1919.
Non si conoscono copie ancora esistenti della pellicola che viene considerata presumibilmente perduta.